# Harald Schumacher
Pour les articles homonymes, voir Toni et Schumacher.
Harald Schumacher surnommé « Toni » Schumacher est un footballeur allemand, né le 6 mars 1954 à Düren (Allemagne de l'Ouest aujourd'hui Allemagne).
Il fut pendant sept ans le gardien de l'équipe d'Allemagne de football de 1979 à 1986, succédant à Sepp Maier. Avec sa sélection nationale, il a remporté l'Euro 1980 et fut par deux fois finaliste de la Coupe du monde de football en 1982 et 1986. Il est resté célèbre pour sa sortie violente, considérée comme une agression sur le joueur français Patrick Battiston lors d'une demi-finale de Coupe du monde opposant la France à la RFA, le 8 juillet 1982. De par la violence du choc (qui plongera Battiston dans le coma), le fait que son geste ne fut pas sanctionné et son attitude froide et cynique après son geste, il gardera pendant de longues années en France, une mauvaise réputation et sera surnommé le « boucher de Séville »,.
Considéré néanmoins comme l'un des meilleurs gardiens de sa génération, il fut aussi célèbre en Allemagne pour sa biographie Anpfiff parue en 1987, dans laquelle il dénonçait certaines pratiques au sein de la sélection allemande, notamment le recours au dopage dont il a reconnu avoir lui-même fait l'usage.

## Biographie
Originaire de Düren, Harald Schumacher fait ses débuts en 1973 avec le FC Cologne, club auquel il va rester fidèle pendant quatorze ans. Sous les couleurs de Cologne, il remporte un titre de champion d'Allemagne en 1978 et trois coupes d'Allemagne en 1977, 1978 et 1983.
Le 26 mai 1979, il connaît sa première sélection avec l'équipe d'Allemagne (RFA) lors d'un match amical contre l'Islande, remplaçant Sepp Maier à la mi-temps. Ce dernier dispute son dernier match avec l'équipe nationale. Victime peu après d'un grave accident de voiture, il est contraint d'arrêter sa carrière professionnelle et c'est Harald Schumacher qui prend sa place au poste de gardien. Schumacher sera pendant sept ans le portier de la sélection, remportera l'Euro 1980 et atteindra à deux reprises la finale de la Coupe du monde, en 1982 et en 1986.
Lors du match Allemagne de l'Ouest-Chili durant la coupe du monde 1982, Schumacher est touché dans un contact avec l'attaquant chilien Juan Carlos Letelier.
En 1987, il publie Anpfiff (traduit par Coup d'envoi en France), un livre dans lequel il dénonce certains scandales au sein de la sélection allemande. Parmi ces scandales, il y a les soirées arrosées lors des stages de préparation, le recours aux prostituées et le dopage aux amphétamines. Le camp d'entraînement de la Mannschaft situé sur le lac de Schluch (« Schluchsee ») était même surnommé Schlucksee (le lac de la picole). Ce livre crée un scandale en Allemagne et Schumacher est banni à vie de la sélection et renvoyé de son club,. Il a reconnu dans cet ouvrage avoir utilisé un produit dopant, l'éphédrine.
Si sa carrière internationale est terminée, ce n'est pas le cas de sa carrière professionnelle. Il rebondit à Schalke 04 en 1987, puis, une saison plus tard, rejoint la Turquie et le club de Fenerbahçe. Très apprécié par les supporteurs, il va jouer trois saisons au sein du club turc gagnant notamment un titre de champion. Il termine sa carrière de joueur sur le banc de touche du Bayern Munich lors de la saison 1991-1992. Reconverti en tant qu'entraîneur des gardiens au Borussia Dortmund, Schumacher rechaussera les crampons le temps d'un unique match de Bundesliga l'année du titre en 1996. Schumacher a ensuite été entraîneur du SC Fortuna Cologne, avant de redevenir entraîneur des gardiens au Bayer Leverkusen.
Dans le documentaire français 8 juillet à Séville, diffusé sur France 5 20 ans après la demi-finale de la Coupe du monde 1982 entre la France et l'Allemagne, Schumacher confiera avoir eu au cours de sa carrière de nombreux pépins physiques (il a eu des doigts et des côtes cassées, des commotions cérébrales, il a été touché à la carotide, a eu le nez cassé et a dû subir six opérations du genou).
L'origine du surnom de Schumacher, Toni, reste incertaine. Pour Schumacher, c'est une référence à Toni Turek, le gardien de but de l'équipe d'Allemagne victorieuse de la Coupe du monde 1954. D'autres personnes prétendent qu'il s'agit plutôt d'une allusion à son deuxième prénom Anton, ou même d'un hommage à la personne de Anton « Toni » Schumacher (pas de lien de parenté), également gardien de but du FC Cologne dans les années 1960.

### L'affaire Battiston
Le 8 juillet 1982, à l'occasion de la demi-finale de la Coupe du monde 1982 disputée à Séville au stade Sánchez Pizjuán, Harald Schumacher sort de son but en direction de Patrick Battiston, saute et percute à toute vitesse avec sa hanche, à l'entrée de la surface de réparation, la tête du joueur français qui ne l'avait pas vu arriver, les yeux rivés sur le ballon. Le choc est violent : Battiston, victime d'une importante commotion, s'écroule inconscient sur le terrain. Il vient de perdre trois dents. Il est évacué sur une civière, la main tenue constamment par son capitaine Platini, et remplacé après seulement 8 minutes sur le terrain. Schumacher, contrairement à Battiston, n'a pas touché le ballon. Mais la faute, évidente lorsque l'on remontre l'action, n'est pas signalée par l’arbitre Charles Corver. Celui-ci déclarera par la suite ne pas l'avoir vue parce que son regard suivait lui aussi le ballon. Son arbitre assistant ne relèvera pas non plus la faute, estimant que Schumacher n'avait pas eu l'intention de percuter son adversaire. Ce geste fut considéré comme une agression volontaire par de très nombreux commentateurs. L'attitude de Schumacher, qui semble se désintéresser complètement du joueur qu'il a blessé, marquera aussi les esprits et vaudra au portier allemand une mauvaise image. Tout comme sa réponse à la fin du match à une information d'un journaliste lui disant que Battiston avait perdu deux dents. Il déclare : « S'il n'y a que ça, je lui paierai une couronne ». Cet évènement et l'attitude désinvolte affichée par le joueur ce jour-là lui vaudra le surnom de « boucher de Séville ». Cette affaire prendra d'importantes proportions en France ainsi qu'en Allemagne. En France, Schumacher sera traité de « nazi », de « SS » et recevra notamment des menaces de mort,. En Allemagne, Schumacher sera accusé d'avoir ravivé le sentiment germanophobe en France en présentant l'image du « méchant Allemand ».
Schumacher déclara ne pas avoir voulu blesser Battiston et regretta ce qui est arrivé, tout en affirmant que si cela était à refaire, il le referait parce que c'était « le seul moyen d'avoir la balle ». Il ajouta ne pas avoir cherché à prendre de nouvelles de Battiston sur l'instant pour que les choses ne dégénèrent pas, et que sa phrase sur le fait de lui « payer une couronne » n'était pas cynique, marquant au contraire son soulagement d'apprendre que la blessure n'était pas plus grave. Lors d'une rencontre entre les deux hommes à Metz le 15 juillet 1982 devant les caméras de télévision, Patrick Battiston déclare avoir pardonné au portier allemand, qui assure ne pas avoir eu l'intention de le blesser, et ne pas vouloir revenir sur cette affaire. Elle reste, cependant, pour beaucoup d'amateurs de football, la plus marquante de la carrière de Harald Schumacher.

## Carrière

### Joueur
- 1972-1987 :  FC Cologne
- 1987-1988 :  Schalke 04
- 1988-1991 :  Fenerbahçe
- 1991-1992 :  Bayern Munich
- 1995-1996 :  Borussia Dortmund

### Entraîneur
- 1992-1993 :  Schalke 04 (entraîneur des gardiens)
- 1993-1994 :  Bayern Munich (entraîneur des gardiens)
- 1994-1998 :  Borussia Dortmund (entraîneur des gardiens puis entraîneur adjoint)
- 1998-1999 :  SC Fortuna Cologne
- 2001-2003 :  Bayer Leverkusen (entraîneur des gardiens)

## Palmarès joueur
- Vainqueur du Championnat d'Europe des Nations en 1980
- Finaliste de la Coupe du monde en 1982 et 1986
- Finaliste de la Coupe UEFA en 1986 avec le FC Cologne
- Champion d'Allemagne en 1978 avec le FC Cologne
- Champion d'Allemagne en 1996 avec le Borussia Dortmund
- Champion de Turquie en 1989 avec Fenerbahçe
- Vainqueur de la Coupe d'Allemagne en 1977, 1978 et 1983 avec le FC Cologne